# Чук
Чукът е сечиво (инструмент), предназначено за удари върху даден обект с цел преместване, деформиране или наместване. Обичайните употреби са забиване на пирони, наместване на части и разрушаване на обекти. Често чуковете са направени със специално предназначение, поради което формата им се различава. Обикновено чуковете имат дръжка и глава, като центърът на тежестта е близо до главата.
Особени видове извити чукове се използват в обущарството.
Тежки ръчни чукове се използват за забиване на колове.
В древността чукове са изработвани от твърди камъни, по-късно снабдени с дървени ръкохватки.
През XVIII – XIX век в България постепенно се разпространяват чаркове, задвижвани от водна струя, при което ударната част на чука е извършвала ритмични работни възвратно-постъпателни движения. Такъв чарк е запазен в работно състояние в село Етъра, община Габрово.